# Kolumbiai szivárványos boa
A kolumbiai szivárványos boa (Epicrates cenchria maurus) 120–160 centiméter hosszúságú, dél-amerikai kígyóféle, a szivárványos boa tíz alfajának egyike.

## Élőhelye
Kiterjedt élőhelye van Kolumbia területén és annak közvetlen környékén. Talajlakó alfaj, bár a többi szivárványos boához hasonlóan jól mászik fára is. Éjszakai állat, a nappalokat valamilyen búvóhelyen, kidőlt fák, levált fakéreg alatt vagy egyszerűen az avarba ásva magát tölti el.

## Testfelépítése
Az óriáskígyók többségéhez képest vékony, karcsú testalkatú. Nyaka alig észrevehető, farka rövid. Alapszíne barnás, vörösesbarnás. Szabálytalan, fekete sávval keretezett háti foltjai az avarban rejtőzködést elősegítő rejtőszínek, oldalán inkább pettyes, mint foltos. Oldalán öt fekete csík húzódik végig, amelyek a fej oldalain is folytatódnak, egészen a száj feletti hőérzékelő gödrökig. A has fehér.